# 이미륵
이미륵(李彌勒, Mirok Li, 본명: 이의경(李儀景), 1899년 3월 8일 ~ 1950년 3월 20일)은 황해도 해주(현 황해남도) 출생의 망명 작가이다. 본명은 이의경(李儀景)이며 독일식 이름은 Mirok Li(미로크 리)이다.

## 생애
이미륵은 1남 3녀 가운데 1남으로 태어나 서당에서 한문을 공부하였으며, 옛 풍습에 따라 조혼하여 슬하에 1남 1녀를 두었다. 경성의학전문학교 재학 중 3·1 운동에 뛰어들었다가 일제의 검거를 피해 안중근의 사촌형 안봉근의 권유로 상하이를 거쳐 독일로 망명하였다.

### 독일에서의 활동
뷔르츠부르크 대학과 하이델베르크 대학에서 의학을 공부하였고, 뮌헨 대학에서는 동물학, 철학 등을 전공하였다. 1928년에 졸업을 한 뒤에는 잡지투고, 기여 및 번역 등으로 생계를 꾸렸다. 《압록강은 흐른다》는 각고의 집필 끝에 완성한 역작으로, 1946년 출판되어 큰 성공을 거두었다. 한 잡지는 "올해 독일어로 쓰여진 가장 훌륭한 책은 외국인에 의해 발표되었는데, 그는 이미륵이다"라고 썼다. 독일 문학계에도 알려져 교과서에도 실렸다.
1948년부터 뮌헨 대학의 동양학부에서 중국과 일본의 고전, 한국어 등을 가르쳤다. 그의 제자로 볼프강 바우어(Wolfgang Leander Bauer) 등이 있는데, 이들은 독일의 주요 동양학자가 되었다.
한국 전쟁을 앞둔 1950년 3월에 51세를 일기로 숨을 거두었다. 그는 망명 뒤 죽을 때까지 한국 땅을 다시 밟지 못했다.

### 추서
이미륵은 죽은 뒤인 1963년 독립운동 공로로 대통령 표창을 받았다. 대통령 표창은 1990년에 건국훈장 애족장으로 그 이름이 바뀌었다.

## 주요 작품
- 1946 《압록강은 흐른다》(독일어: Der Yalu fließt)- Roman. München: Piper; erneut aufgelegt: St. Ottilien: EOS- Verlag, 1996
- 1972 《이야기》(독일어: Iyagi). kurze koreanische Erzählungen). St. Ottilien: EOS- Verlag; erneut aufgelegt: ebenda, 1996
- 1982 《그래도 압록강은 흐른다》(독일어: Vom Yalu bis zur Isar) . Erzählungen. Waegwan: Benedict-Press
- 1984 《또 다른 방언》(독일어: Der andere Dialekt). 성신여자대학교 출판부